# ティル・シュヴァイガー
ティル・シュヴァイガー（Til Schweiger, 1963年12月19日 - ）は、ドイツの俳優、映画監督、映画プロデューサー、脚本家である。身長178cm。

## 経歴
フライブルクの出身だが、ギーセンで育つ。学校での成績はきわめて優秀で、両親は彼が教師になることを望んでいた。教師になるためにドイツ文学の専攻を始めるが、すぐにやめて医学に転じたがこれも長続きしなかった。女優を志していた当時のガールフレンドの誘いに応じてケルンの演劇学校に転入、ウェイターやDJのアルバイトをしながらで3年間学んで優秀な成績で卒業。ボンの劇団に加わる。
舞台以外での活動は、テレビでの吹き替えから始まった。1991年には『Manta, Manta』で映画初主演。翌年の『Ebbie’s Bluff』の演技で注目される。1996年の『Männerpension』でコミカルで男らしい人気俳優としての地位を固めた。1998年には『リプレイスメント・キラー』でハリウッドデビュー。以後はアンジェリーナ・ジョリーと共演した『トゥームレイダー2』など、話題作への出演が続いている。 
2005年の『裸足の女』では主演のみならず監督・脚本・製作・編集もこなし、多才ぶりを発揮している。

### 私生活
1995年6月19日に結婚したアメリカ人の元モデルとの間に4人の子供をもうけたが、2005年11月21日に離婚を発表。2004年までアメリカに住んでいたが、現在はハンブルク近郊にイギリスの田舎風の別荘を建てて子供たちと住んでおり、主な仕事場であるベルリンとの間を行き来する生活である。
2018年、スペイン・マジョルカ島の自宅に、ヤン・ウルリッヒ（元ロードレース選手）が押しかけてきて脅迫を受ける事件があった。

## 出演作品
| 公開年 | 邦題 原題                                                       | 役名                         | 備考                                               |
| ------ | --------------------------------------------------------------- | ---------------------------- | -------------------------------------------------- |
| 1991   | バニシングストリート Manta, Manta                               |                              |                                                    |
| 1996   | ブレイジングパーク Adrenalin                                    |                              |                                                    |
| 1997   | ノッキン・オン・ヘブンズ・ドア Knockin' On Heaven's Door        | マーチン・ブレスト           | 兼脚本・製作                                       |
| 1998   | リプレイスメント・キラー The Replacement Killers                | ライカー                     |                                                    |
| 1998   | SLC(ソルト・レイク・シティ) PUNK!!! SLC Punk!                   | マーク                       |                                                    |
| 1999   | ディアボリーク 悪魔の刻印 Der Grosse Bagarozy                   | スタニスラフ・ナギー         |                                                    |
| 2000   | ヤンババ!ばばぁ強盗団がやってくる! Jetzt oder nie Zeit ist Geld |                              | 兼製作                                             |
| 2001   | セックス調査団 Investigating Sex                                | モンティ                     |                                                    |
| 2001   | ドリヴン Driven                                                 | ボー・ブランデンバーグ       |                                                    |
| 2001   | レボリューション6 Was tun, wenn's brennt?                       | ティム                       |                                                    |
| 2002   | ファイター Joe and Max                                          | マックス・シュメリング       | テレビ映画                                         |
| 2003   | トゥームレイダー2 Lara Croft Tomb Raider: The Cradle of Life    | ショーン                     |                                                    |
| 2004   | Uボート 最後の決断 In Enemy Hands                               | ヨナス・ヘルト               |                                                    |
| 2004   | (T)Raumschiff Surprise – Periode 1                              | ロック・フェアティヒ・アウス |                                                    |
| 2004   | Agnes und seine Brüder                                          |                              |                                                    |
| 2004   | キング・アーサー King Arthur                                    | シンリック                   |                                                    |
| 2005   | 裸足の女 Barfuss                                                | ニック                       | 兼監督・脚本・製作・編集。ドイツ映画祭2006で上映。 |
| 2007   | 耳のないウサギ Keinohrhasen                                     | ルード                       | 兼監督・脚本・製作。ドイツ映画祭2008で上映。       |
| 2008   | G.I.フォース Far Cry                                            | ジャック・カーヴァー         | 同名ゲームの映画化。                               |
| 2008   | レッド・バロン Der Rote Baron                                   | ヴェルナー・フォス           |                                                    |
| 2009   | イングロリアス・バスターズ Inglourious Basterds                 | ヒューゴ・スティーグリッツ   |                                                    |
| 2009   | Zweiohrküken                                                    | ルード                       | 兼監督・脚本・製作。                               |
| 2011   | Kokowääh                                                        | ヘンリー                     | 兼監督・脚本・製作。                               |
| 2011   | 三銃士/王妃の首飾りとダ・ヴィンチの飛行船 The Three Musketeers  | カリオストロ伯爵             |                                                    |
| 2011   | クーリエ 過去を運ぶ男 The Courier                               | FBI捜査官                    |                                                    |
| 2011   | ニューイヤーズ・イブ New Year's Eve                             | ジェームズ                   |                                                    |
| 2012   | Black & White/ブラック & ホワイト This Means War                | ハインリヒ                   |                                                    |
| 2012   | ガーディアン Schutzengel                                        | マックス・フィッシャー       | 兼監督・共同製作・共同脚本。                       |
| 2013   | バレット・オブ・ラヴ Charlie Countryman                         | ダーコ                       | 劇場未公開                                         |
| 2013   | Kokowääh 2                                                      | ヘンリー                     | 兼監督・脚本・製作。                               |
| 2013   | ニック／NICK 狼の掟 Tatort: Willkommen in Hamburg               | ニック・チラー               | テレビ映画                                         |
| 2014   | ザ・マペッツ2/ワールド・ツアー Muppets Most Wanted              | ドイツの警官                 |                                                    |
| 2014   | Honig im Kopf                                                   | ニコ・ローゼンバッハ         | 兼監督。                                           |
| 2014   | ニック／NICK リベンジ Tatort: Kopfgeld                          | ニック・チラー               | テレビ映画                                         |
| 2015   | ニック／NICK ハードペイン Tatort: Der große Schmerz             | ニック・チラー               | テレビ映画                                         |
| 2015   | ニック／NICK ラスト・フューリー Tatort: Fegefeuer               | ニック・チラー               | テレビ映画                                         |
| 2016   | 劇場版 ニック／NICK アウトサイダー Tschiller: Off Duty          | ニック・チラー               | 兼製作。                                           |
| 2017   | アトミック・ブロンド Atomic Blonde                              | 時計屋                       |                                                    |
| 2018   | ヘッド・フル・オブ・ハニー Head Full of Honey                   | ウェイター                   | 兼監督・製作・脚本・原案                           |